# Pongo (rzeka)
Pongo (w górnym biegu: Fatala) – rzeka w Afryce Zachodniej na terytorium Gwinei. Uchodzi do Atlantyku poniżej miasta Boffa. Jej źródła znajdują się na wyżynie Futa Dżalon. Otaczający ją obszar bywa zwany Pongoland lub Bongo Country. Estuarium, którym wpływa do Atlantyku zostało wpisane na listę konwencji ramsarskiej w 1992 r. 

## Historia
Rzeka Pongo stała się ważnym obszarem lokalizacji faktorii uczestniczących w transatlantyckim handlu niewolnikami. W 1820 r. oficer Royal Navy sir George Collier opublikował listę ponad 70 nazwisk rodzin zaangażowanych w handel niewolnikami. W latach 1818–1821 był komodorem brytyjskiego West Africa Squadron i w ramach tej funkcji organizował patrole zwalczające handel niewolnikami nad Pongo i na okolicznych akwenach.